# Guillaume de Beaujeu

Großmeisterwappen Guillaumes de Beaujeu

Guillaume de Beaujeu (deutsch auch Wilhelm von Beaujeu, * nach 1243; † 18. Mai 1291) war von 1273 bis zu seinem Tod einundzwanzigster Großmeister des Templerordens.

## Leben
Guillaume de Beaujeu entstammte dem Haus Beaujeu und war ein jüngerer Sohn des Guichard II. de Beaujeu († vor 1256), Herr von Montpensier in der Auvergne. Zu seinen älteren Brüdern zählten der Connétable von Frankreich Humbert II. de Beaujeu, und der Marschall von Frankreich Héric de Beaujeu. Guillaume war beim Konzil von Lyon in 1274 anwesend, und bot hier für eine eindringliche Schilderung über den dortigen Zustand; "(...) sagte, das Heilige Land benötige dringend Hilfe: an allem, an Waffen und Lebensmitteln, mehr noch an Reiterei, die sie dort nicht hätten (...)".
Guillaume starb 1291 bei der Verteidigung von Akkon. Der Legende nach ließ er während des Kampfes gegen die mamelukischen Angreifer sein Schwert fallen und trat von der Mauerbrüstung zurück. Den vorwurfsvollen Blicken seiner Kameraden antwortete er: „Je ne m'enfuis pas; je suis mort. Voici le coup.“ (Ich laufe nicht davon – ich bin tot. Hier ist der Stich.) Er hob seinen Arm und zeigte die tödliche Wunde, die er erlitten hatte.
Sein Nachfolger wurde der Großmeister Thibaud Gaudin.